# Txajégovo
Txajégovo (en rus: Чажегово) és un poble del krai de Perm, a Rússia, que forma part del raion de Gaini. El 2010 tenia 63 habitants.